# マナティー
マナティー科（マナティーか、Trichechidae）は、哺乳綱カイギュウ目（海牛目）に属する科である。

## 分布
アフリカ大陸、北アメリカ大陸東部、南アメリカ大陸北部、キューバ、ジャマイカ、ドミニカ共和国、トリニダード・トバゴ、ハイチ。

## 形態

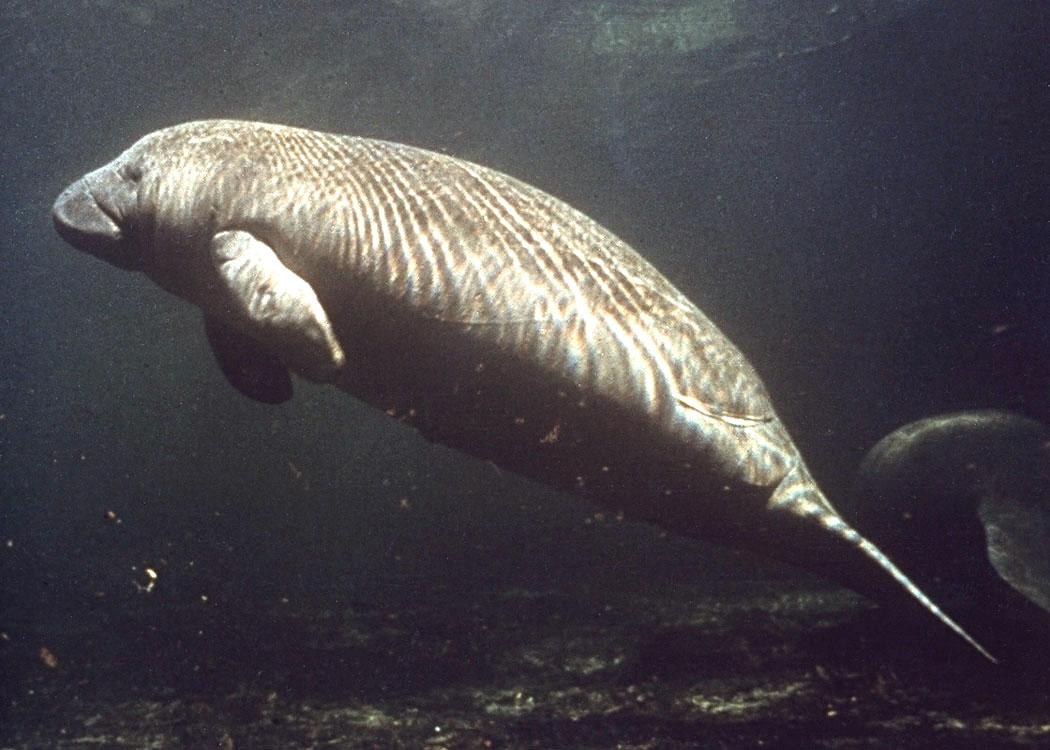
アメリカマナティー

最大種はアメリカマナティーで最大体長390cm。最大体重1500kgと本科のみならず現生のカイギュウ目最大種（アフリカマナティーの最大体長は335cmだが、この個体の頭骨が通常の成体より小型だったため体長400cmに達するとする説もある。しかし確実な記録はない）。最小種はアマゾンマナティーで体長250-300cm。体重300-500kgと本科のみならず現生のカイギュウ目最小種。
鼻孔は吻端前方に開口する。尾鰭はオールや杓文字状。
骨は比重が重く、潜水がしやすくなっている。哺乳綱では本科とホフマンナマケモノのみ頚椎が6個しかない。門歯が無く、大臼歯のみ（出産直後の幼獣には小臼歯もある）ある。歯は後方から永続的に生え歯列が前方へ移動し、代わりに前方の歯は抜け落ちる。これは食物とする植物に珪酸が含まれているため、歯が磨耗することに対する適応だと考えられている。体内には大量の脂肪が蓄えられ、これにより飢えやある程度の水温の変化にも耐えることができる。代謝能力が低いため低水温には弱いが、酸素の消費が少ないため潜水には適している。潜水中も心拍数が低下することはなく、呼吸する前には逆に心拍数が上昇する。緊急時には1分あたりの心拍数を8回まで低下させることができ、これにより生命維持に必要な器官にだけ酸素を含んだ血液を集めることができる。

## 分類と進化
地球の寒冷化が始まった漸新世に海草が激減したことにより、本科の祖先は水草を餌として求め、南アメリカ大陸の淡水域に進出したことで、ジュゴン科との共通祖先と分化して進化したと考えられている。中新世にはミオシーレンのように貝を主食にしたと思われる分布を広げた種も現れたが、進行する寒冷化を前に姿を消していった。現生のアメリカマナティーとアフリカマナティーは近縁で、海棲も可能な両者の共通の祖先が海流に乗って南アメリカ大陸からアフリカ大陸へ移動し分化したとい考えられている。一方、アマゾンマナティーはアンデス山脈の形成と上昇により隔離・陸封されて分化したと考えられている。これらの分化が起きたのは鮮新世とされる。
- Trichechus inunguis　アマゾンマナティー　Amazonian manatee
- Trichechus manatus　アメリカマナティー　Caribbean manatee
- Trichechus senegalensis　アフリカマナティー　African manatee

## 生態
河川や湖、河口、沿岸などに生息する。海域にも生息するが、アマゾンマナティーは淡水域のみに生息する。主に単独で生活するが、小規模な群れを形成することもある。
食性は植物食で、海草や水生植物を食べるが、海藻や水辺にある陸生植物を食べることもある。
妊娠期間は約1年。1回に1頭の幼獣を隔年で産む。

## 人間との関係
生息地では食用とされたり、皮が利用されることもある。
開発による生息地の破壊、水質汚染、食用や皮用の乱獲、漁業による混獲などにより生息数は減少している。生息地では法的に保護の対象とされていることが多いが、実効性のある対策が取られていないことも多い。